# Shih-tzu
Shih-tzu ali šícu (kitajsko: 西施犬; pinjin: Xī Shī quǎn) izvira iz Tibeta, zato ga imenujemo tudi tibetanski levji pes. So družinski psi, ki imajo radi otroke.

## Opis
Shih-tzu je manjša pasma psa. So družinski psi. Najraje imajo starejše osebe in otroke. So zelo živahni in veseli. Nikoli niso zadržani, niti do tujcev. Večina psov te vrste ne laja. Zanj včasih pravijo, da so pol mačka in pol pes. Veliki so 24–29 cm. So razstavni psi. Njihova dlaka meri do 15 cm. Če želimo imeti psa s tako dolgo dlako ga moramo redno česati (1-2 krat dnevno), sicer se mu dlaka hitro zavozla. Pes se v zavozlani dlaki počuti zadržano in negotovo. Če ga redno ne češemo, ga vsaj peljimo k pasjemu frizerju, ki ga bo postrigel. Imajo potlačen nosek in velike črne oči. Rodovniški shih-tzu ji imajo konico repa belo in čopek nad očesoma tudi bel. Sicer so lahko različnih barv (črno-bel, rjav-črn-bel, rjavo-bel... ). Nekoč so jih imele cesarice, da so jim zganjali šale (dvorni norčki). 

## Nega
Zaradi njihove daljše dlake jih moramo česati vsaj 2x tedensko, najbolje vsak dan, ker se jim na dlaki hitro naredijo vozli. Kopati jih moramo na vsake 7 - 14 dni, lahko tudi večkrat (po potrebi). Pri kopanju uporabljamo šampon in poseben šampon za mehčanje dlake. Ko pridemo iz sprehoda, jim je potrebno splakniti tačke. Lahko pa dlako tudi postrižemo. Imeti jih moramo v hiši, saj so zelo občutljivi na mraz.  

## Zdravje
O tej pasmi je glede bolezni veliko vprašanj. Nekatere bolezni so dedne, in so bile ugotovljene na nekaterih psih te pasme. Spodaj so naštete nekatere pogoste bolezni.
Hipotiroidizem
Hipotiroidizem se pojavi, ko se začnejo motnje v delovanju ščitnice in ustavijo proizvodnjo hormona odgovornega za pravilno presnovo. Ta napaka je pogosto posledica težav imunskega sistema. To običajno prizadene pse srednjih let in se kaže na vseh pasmah. Simptomi vključujejo izpadanje dlake, povečanje telesne mase in mišično izgubo. Ta bolezen je običajno diagnosticirana s krvnimi preiskavami.

Medvretenčna bolezen
Medvretenčna bolezen je pri psih pogosta motnja, pri kateri pride do akutne bolečine v hrbtu, izguba koordinacije in izgube sposobnosti čutenja bolečine. Ta bolezen se pogosto pojavlja pri manjših pasmah, kot so jazbečar, pekinezer, francoski buldog, beagle, ameriški koker španjel, shih tzu...

Težave z dihanjem
Shih Tzu-ji imajo veliko težav z dihanjem, povezanih z obliko svojega obraza in vratu, ki prizadene predvsem pse s kratkim nosom. Obstrukcija zgornjih dihalnih poti povzroči psu oteženo dihanje. Če preide do hudih težav z dihanjem je verjetno potrebna operacija.
Shih-Tzu-ji imajo velikokrat probleme z visoko temperaturo, zato imajo pogosto vročinsko kap, sončarico ipd.
Shih-Tzu-ji imajo probleme tudi z zobmi.